# Gregorio Pérez de Lera
Gregorio Pérez de Lera (1948-1993) fue un político español.

## Biografía
Nació en Santa Lucía de Gordón, provincia de León, en marzo de 1948. Se licenció en filosofía y Letras y fue militante del Partido Socialista Obrero Español. Fue el primer alcalde democrático de la ciudad de León después de la dictadura franquista, cargo que desempeñó entre abril y octubre de 1979. Posteriormente fue concejal del ayuntamiento de dicha ciudad hasta 1987 y vicepresidente de las Cortes de Castilla y León en la primera legislatura.